# Suite

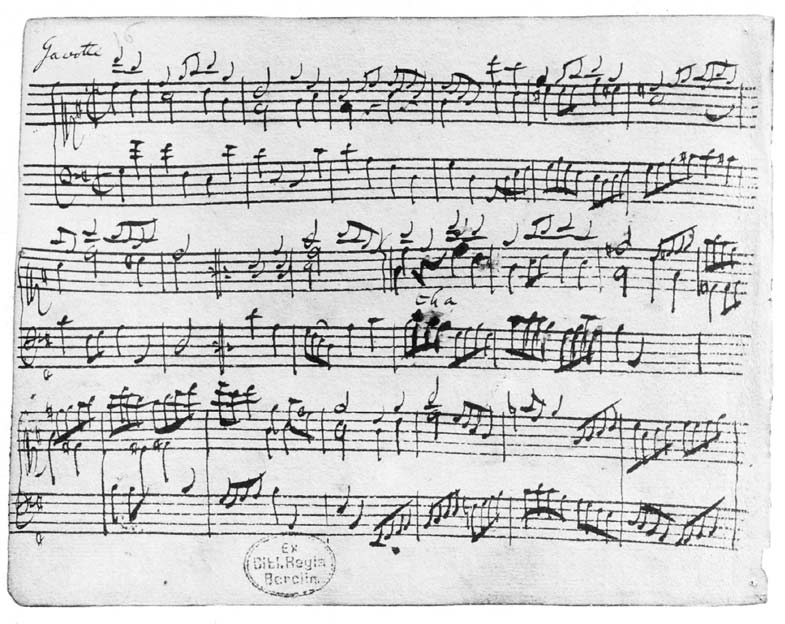
Gavota de les suites franceses de Johann Sebastian Bach Núm. 5

La suite és una composició musical instrumental que consta d'un nombre indeterminat de moviments cadascun dels quals, tradicionalment, es basa en un ritme de dansa. Els diferents moviments es troben en la mateixa tonalitat (es podia canviar de tònica major a menor o a l'inrevés) i contrasten en ritme i caràcter. El nom de suite, precisament es deu a ser un conjunt de fragments o peces que sonen uns darrere dels altres, com una successió.
Durant el segle xviii, la suite va caure en desgràcia com a forma cíclica, donant pas a la simfonia, la sonata i el concerto. Va ser reviscut a finals del segle xix, però d'una forma diferent, sovint presentant extractes d'un ballet (El Trencanous), la música incidental a una obra (L'Arlésienne, Masquerade), òpera, pel·lícula (Lieutenant Kije Suite) o videojocs (la suite de Motoaki Takenouchi de 1994 a la sèrie Shining), o moviments totalment originals (Holberg Suite, Els planetes).

## Els inicis
El seu nucli primitiu el trobem en el binomi format per dues danses del Renaixement, una de moderada, sovint en mètrica binària, i una altra de ràpida i generalment en mètrica ternària. Una d'aquestes parelles era la formada pel passamezzo i el saltarello; una altra la formada per la pavana i la gallarda.
Al segle xvii altres parelles de danses es varen imposar com les formades per l'allemande i la courante, i per la sarabanda i la giga. La juxtaposició d'aquestes dues parelles va donar lloc al nucli d'un dels tipus importants de suite a la primera meitat del segle xviii. Sovint aquestes danses anaven precedides d'un moviment sense referència a la dansa com podien ser el preludi, o l'obertura. També era habitual que abans de la giga hi hagués dues danses basades en el mateix ritme però contrastades tonalment, com minuets, bourrées o d'altres.

## La suite barroca

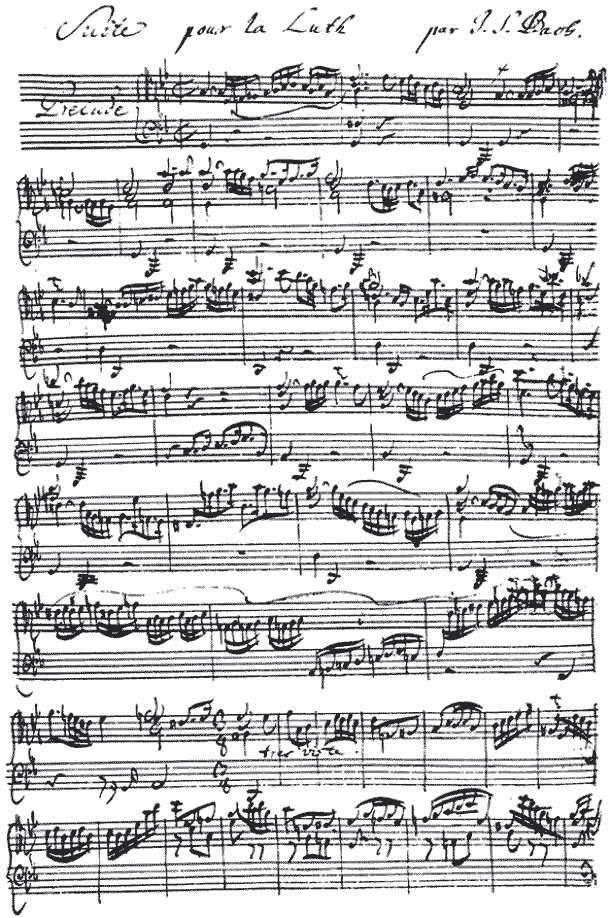
Inici del manuscrit autògraf de la primera suite per a llaüt de Johann Sebastian Bach que posteriorment ell mateix va transcriure per a violoncel com a Suite número 5.

A principis del segle xvii a Anglaterra es publiquen obres formades per una petita agrupació de danses per al virginal. França i Itàlia desenvolupen una sèrie de tècniques per unir aquestes danses que van ser copiades pels compositors alemanys a començaments del segle xvii.
Des del moment que desapareixen els vincles entre els diferents moviments i les danses, la forma evoluciona. A França, per exemple s'estilitzen les danses i formen el que es deia «ordres». Per exemple les de François Couperin, suites o ordres formades per diferents danses una després de l'altra. Un exemple el trobaríem en el primer ordre de François Couperin on es veuen les diferents danses i a més es pot veure que hi ha dues courantes seguides. Això és molt típic de les suites franceses o ordres.
A Itàlia, s'introdueixen moviments que no provenen de cap dansa, formant la sonata da camera.
A Alemanya, és on s'estableix l'ordre de les danses. Inicialment, Johan Jacob Froberger comença a ordenar les danses seguint el següent esquema: alemanda, courante, sarabanda i molt sovint amb una giga entre les dos últimes. Més tard, la giga seria l'últim moviment de la suite. A finals del segle xvii queda establert definitivament l'ordre de les danses. Les danses introduïdes en aquest temps deixen veure una gran influència francesa.
La suite barroca tardana continua sent una composició musical instrumental que consta d'un nombre variable de moviments. Tots, en la mateixa tonalitat. A més, breus i on es troben contrastos de tempo, caràcter i ritme entre els diferents moviments, els quals tenen com a origen els diferents tipus de danses abans explicats. Per tant, cadascun dels moviments es basa en un ritme de dansa. Amb Bach i Händel va adquirir una estandardització amb quatre danses principals: allemande, courante, sarabande i giga, precedida habitualment per una introducció denominada preludi o obertura. A més, entre la sarabanda i la giga es poden trobar d'altres moviments.
En l'època de Bach, la suite per a un instrument també es deia partita.
Moltes de les suites barroques eren per a un sol instrument, sovint per a llaüt o teclat, però els compositors del barroc no sempre especificaven quin era l'instrument de tecla que volien. Al barroc tardà també se'n van escriure per a orquestra, molts cops s'anomenaven obertures.

### Forma i harmonia
- Com hem comentat, la suite està formada per un conjunt de moviments en forma de dansa. Cada dansa comporta una forma binària, és a dir, una estructura de dues parts repetides (AA - BB). La part A va de tònica a dominant, on la modulació a la dominant ha de ser real, no de pas. La part B va de dominant a tònica. Però, en ser tota la suite en la mateixa tonalitat, els compositors se'n van a altres tonalitats durant els diferents moviments per poder descansar en la tonalitat principal en la cadència de final de moviment.
- També, i encara que no és gaire freqüent, es pot donar la forma ternària (A-B-A). Normalment es troba en el minuet i trio, però també es pot trobar en altres danses com minuet I - minuet II o gavota I - gavota II. Quan trobem una forma ternària, sol ser una de complexa on les diferents danses tenen estructura binària i la primera dansa es repeteix després de la segona. Així que l'estructura quedaria:

AABB - CCDD - AABB.
La dansa exigeix regularitat de ritme, per la qual cosa les frases solen ser d'una durada igual: cada 2, 4 o 8 compassos.

### Els diferents moviments

#### Obertura
Molts cops trobem un preludi o obertura al començament. El preludi, moviment que es tocava abans que els altres moviments, és com l'aperitiu de la suite. Introdueix la tonalitat i moltes de les idees musicals que es desenvoluparen en els moviments (danses) a continuació. A vegades format mitjançant la improvisació sobre un tema rítmic o melòdic.
El nom d'«obertura» ve per què està escrit de la mateixa forma que les obertures de les òperes franceses del segle xvii, amb una introducció majestuosa en un ritme de figura amb punts.
També se'l va anomenar simfonia, però no tenia res a veure amb allò que actualment entenem per simfonia, ja que en aquesta època s'anomenava simfonia a un moviment instrumental que servia com a preludi o obertura a una obra més gran, sovint vocal. Un dels exemples més coneguts és la Simfonia que inicia l'oratori El Messies de Händel.

#### Allemande
L'allemande probablement va tenir el seu origen en danses alemanyes. Té un tempo moderat i un patró continu de corxeres i semicorxeres. Amb un ritme binari (4/4) i un caràcter expressiu i melòdic. Té un ritme característic que resulta de l'ús de l'anacrusa inicial.

#### Courante
Courante de la suite en re major TWV 55:D6 de Telemann. (?·pàg.)
La courante és d'origen francès. Es mou més ràpidament que l'allemande. És de compàs ternari i caràcter animat, sovint amb ritmes complexos. Sol contrastar notablement amb l'allemande.

#### Sarabanda
Sarabanda de la partita per a flauta de Bach, BWV 1013. (?·pàg.)
La sarabanda és un ball lent, majestuós i imponent. Un component ineludible de la suite barroca, amb compàs ternari, amb prolongació i accent del segon temps de cada compàs. Amb una melodia formada per valors llargs i carregada d'ornaments. Sembla que té un origen hispànic.

#### Giga
Gigue de la suite BWV 996 en mi minor de Bach. (?·pàg.)
La giga és originària de Gran Bretanya, on era anomenada jig. És ràpida i viva, d'origen popular anglès o irlandès, i es col·loca apropiadament al final de la suite. Amb compàs ternari, el seu desenvolupament es basa en la imitació i a vegades en la fuga.

#### Altres danses
Fragment de la suite en Re per a flauta travessera i baix continu de Jacques Hottteterre. (?·pàg.)
Altres danses que es troben en suites són la bourrée, minuet, gavota, loure, polonaise i passepied. Era habitual intercalar aquestes danses entre la sarabanda i la giga.

#### Exemple
En la suite anglesa núm.1 BWV 806 de Bach, escrita per a clave es poden veure els següents moviments:
Preludi, allemande, courante I, -courante II (amb dos dobles doble I i doble II), sarabanda, bourrée I, bourrée II i giga.
Podem veure, per exemple, la influència dels ordres francesos amb la utilització de la mateixa dansa més d'un cop. També es pot veure l'estructura abans descrita: preludi (on es demostra l'afinitat per la música francesa, ja que prové d'una tradició alemanya derivada de la suite francesa), allemanda, courante, sarabanda i giga. Entre la Sarabanda i la giga, en aquest cas tenim dues bourrées.

## La suite post-barroca
A partir de la segona meitat del segle xviii les funcions que feia la suite van passar a fer-les altres formes instrumentals i aquesta va caure en desús.
Però, tot i així, al classicisme trobem la serenata que es podria considerar un tipus de suite. Mozart en va escriure algunes per orquestra, per exemple la serenata núm.4 K203/189ba. En aquestes serenates es pot veure un gran nombre de moviments, però com a la sonata da camera, aquests moviments no són només de dansa. Per altra banda, la majoria de les serenates de Mozart començaven i acabaven amb una marxa.

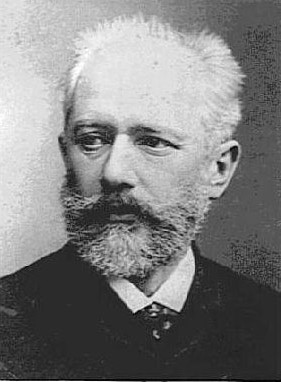
Retrat de Txaikovski

La forma esdevé més variada que en les suites barroques; hi ha forma sonata, forma binària, forma ternària, tema amb variacions, etc. Durant el romanticisme encara hi ha aquestes serenates; per exemple, en l'obra de Brahms (serenata núm.1 en re major op 11).
Al segle xix es troba de nou una peça anomenada suite, esdevé una col·lecció de peces procedents de l'obra incidental per a actuacions de teatre o ballet. Per exemple, hi ha suites a les obres de Grieg, (Peer Gynt), a les de Txaikovski (suite Mozartiana op. 61) i a les d'Isaac Albéniz (Suite española op. 47). Tot i així, i encara que estigui en desús, es troba alguna serenata amb estructura de moviments seguits i en la mateixa tonalitat com en l'obra de Dvořák (serenata per a cordes en mi major op. 22) o en la de Txaikovski (serenata per a cordes en do major op. 48).
A l'època moderna diversos autors com Enric Granados (Goyescas), Debussy (Suite bergamasque), Ravel (Ma mère l'oye, Quadres d'una exposició), Prokófiev (Romeu i Julieta [versió original en ballet], Cendrillon, L'amor de les tres taronges [versió original en òpera]), Schönberg (Suite per a piano op. 25), Roussel o Berg (Suite lírica) l'han recuperada i utilitzada amb un ús més lliure dels ritmes de dansa.
De fet, el significat de suite en l'època moderna ha canviat, ara ja no es tracta només de conjunt de danses (Suite per a Piano de Schonberg), sinó que a més pot ser un recull de peces d'altres obres més llargues (el trencanous de Txaikovski o Peer Gynt de Grieg), o un conjunt de petites peces amb un tema en comú (els miralls de Ravel o La Suite Bergamesca de Debusy).

## Bach i l'estil alemany
Johann Sebastian Bach coneix la música francesa de la seva època. Hi va tenir accés per primera vegada en escoltar a l'orquestra de la cort francòfila de Celle durant els seus anys escolars de Lüneburg (1700-1702). Se suposa que el compositor i lexicògraf Johann Gottfried Walther, amic i parent de Bach, va compartir amb aquest els seus coneixements musicals. Bach, per l'últim, posava a la seva biblioteca nombroses còpies de partitures a l'estil francès.
Al voltant de l'any 1700, l'estil francès estava en decadència a França, així com el regnat de Lluís XIV el rei Sol al cap de mig segle. En el prefaci de Les Nations, Couperin va mentir al afirmar que la sonata introductòria de la suite francesa era la primera de totes les composicions a França. Marc-Antoine Charpentier se li havia avançat tres anys abans. Couperin va aconseguir destacar en l'estil italià que estava de moda. El clavecinista reial, admirador d'aquest estil, explotava sense objeccions els temes de les sonates d'Arcangelo Corelli, pràctica que Johann Mattheson fustigaba en 1739:
| « | Els francesos es transformen en italians de soca-rel fins a la composició de sonates; el resultat és una feina mal feta, un munt de notes desmanegades... | » |

Els estats alemanys no tenien el 1700 una música instrumental independent i equiparable a la de l'estil francès i italià. La més peculiar semblava ser la música sacra, per descomptat a les necessitats de la litúrgia: cantates, motetes, música per a òrgan.
En aquest ambient es va educar Johann Sebastian Bach. Bastant s'ha escrit (vegeu Edition Bachakademie vol. 102 i 137) sobre com va anar perfeccionant els seus dots de virtuós en instruments de teclat, fonamentant les bases del seu art de compositor. Bach es va familiaritzar amb l'estil orquestral francès durant els seus anys d'escolar viscuts a Lüneburg i amb el concert italià modern durant la seva primera estada a la cort dels ducs de Weimar, Guillem Ernest i Ernest August, l'any 1708.